# 얼자 (드라마)
《얼자》(중국어: 孽子, 병음: Niè zi 녜쯔[*], Crystal Boys 크리스탈 보이[*])는 타이완의 텔레비전 드라마.

## 등장 인물
- 범식위(중국어판)(范植偉) : 리칭(李青) 역
- 진친(중국어판)(金勤) : 샤오위(小玉) 역
- 장샤오취안(張孝全) : 우민(吳敏) 역
- 우화이중(중국어판)(吳懷中) : 라오수(老鼠) 역
- 양유닝(楊祐寧) : 자오잉(趙英) 역
- 커쥔슝(柯俊雄) : 리칭의 아버지 역
- 가숙근(중국어판)(柯淑勤) : 리칭의 어머니 역